# Śpigiel (jezioro)
Śpigiel (zwane również Sąpielec, Sompjilec, niem. Samplitz See) – jezioro o powierzchni 12,1 ha położone w północnej części wsi Śpigiel, na południowy zachód od Pilca w województwie warmińsko-mazurskim, w powiecie kętrzyńskim, w gminie Reszel.
Jezioro znajduje się na Pojezierzu Mazurskim w dorzeczu rzeki Dajna, która łączy jezioro Kiersztanowskie z jeziorem Dejnowa.
Jest ono niewielkie, moczarowate. Brzeg porośnięty, za nimi las.
Na południowym krańcu jeziora położona jest miejscowość Śpigiel. Na północnym wschód od jeziora położony jest Pilec. W Pilcu jest zapora wodna przy dawnym młynie, przez którą przelewa się do jeziora woda rzeki Dajny.